# Parasoloe tetrasticta
Parasoloe tetrasticta là một loài bướm đêm trong họ Erebidae.